# یانووا گورا
یانووا گورا (به لاتین: Janowa Góra) یک روستا در لهستان است که در گمینا سترونگه شلانسکیه واقع شده‌است. یانووا گورا ۴ نفر جمعیت دارد و ۸۴۰ متر بالاتر از سطح دریا واقع شده‌است.